# Fritz Tillisch

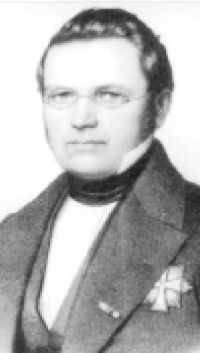
Fritz Tillisch

Fritz Tillisch (* 15. April 1801 in Haderslev; † 16. Februar 1889 in Kopenhagen, eigentlich Frederik Ferdinand Tillisch oder Friedrich Ferdinand Tillisch) war ein dänischer Jurist, Gutsherr und Minister.

## Leben
Fritz Tillisch war der Sohn von Oberst Georg Friedrich Tillisch (1760–1845) und Augusta Elisabeth von Stemann (1770–1835). Am 21. Mai 1830 heiratete er Eleonora Dorothea Elisabeth Reichsgräfin von Schmettau (1802–1874) in der deutschen Friedrichskirche zu Kopenhagen. Zusammen hatten sie die Tochter Wilhelmine Margrethe Ragnhilde Tillisch (1833–1907).
Nach seinem Abitur 1820 schloss er sein Jurastudium 1825 als cand. jur. ab. Von 1826 bis 1830 war er Jurist am Militärgericht in Rendsburg. Von 1830 bis 1837 war er Amtmann der Färöer mit Sitz in Tórshavn. Auf den Färöern wird er heute noch als weitblickender Amtmann angesehen, der sich für die Aufhebung des dänischen Handelsmonopols einsetzte (allerdings vorerst ohne Erfolg). Mehr Erfolg hatte er 1832 mit seinem Projekt, eine färöische Sparkasse zu gründen. Sie gibt es noch heute und ist die älteste und größte Bank der Färöer (seit 2006 Eik Bank).
1837 bis 1843 war Tillisch Amtmann von Ringkøbing und danach Stiftamtmann von Aalborg. Als Vertreter für Island nahm er 1842 an der Ständeversammlung in Roskilde teil.
Nach dem Tod seines Bruders Christian Ludvig Tillisch wurde er im September 1844 Kabinettssekretär bei König Christian VIII., was vermutlich dafür ausschlaggebend war, dass jener einen schärferen Ton bei der Durchsetzung der dänischen Sprache im Herzogtum Schleswig anschlug. Nach dem Waffenstillstand von Malmö im Schleswig-Holsteinischen Krieg gehörte er ab 1849 der Regierungskommission für Schleswig an. Nach dem Frieden von Berlin (1850) war Tillisch maßgeblich dafür verantwortlich, dass deutschsprachige Beamte und Juristen aus dem Dienst im Herzogtum entfernt wurden. Das traf eine ganze Reihe notabler Persönlichkeiten, wie zum Beispiel Theodor Storm. Die von ihm angeregten und seinem Sekretär August Regenburg verfassten Sprachdekrete hatten zum Ziel, Dänisch als Kirchen- und Schulsprache einzuführen.
Er wurde am 5. März 1851 Minister für Schleswig und am 13. Juli des Jahres Innenminister in Kopenhagen. 1851 wurde ihm auch die Ehrenbürgerwürde der Stadt Flensburg verliehen. Für die Nationalliberalen wurde er Aalborger Abgeordneter im Folketing. Bereits am 18. Januar 1852 wurde er als Minister abgelöst. Am 29. April 1854 überraschte er seine politischen Gegner mit einem Comeback als Innenminister. Dieses Amt sollte er bis Februar 1856 innehaben. Bis 1863 saß er noch im Dänischen Reichsrat, dem damaligen Oberhaus. Nach dem Deutsch-Dänischen Krieg wurde er am 11. Juli 1864 zum dritten Mal Innenminister bis zum 6. November 1865.
1872 schließlich wurde das Geschlecht der Tillischs geadelt. Frederik Tillisch bekleidete eine Reihe Ehrenämter, war bekannt als großer Theaterfreund. Er wurde unter anderem mit dem Großkreuz des Dannebrogordens (1848) und dem Elefanten-Orden (1851) geehrt.
Fritz Tillisch starb in der dänischen Hauptstadt Kopenhagen und wurde dort auf dem Holmens Kirkegård beigesetzt.